# Kunbir ikuoi
Kunbir ikuoi är en skalbaggsart som beskrevs av Yokoi och Tatsuya Niisato 2008. Kunbir ikuoi ingår i släktet Kunbir och familjen långhorningar. Inga underarter finns listade i Catalogue of Life.